# Aatos Jaskari
Aatos Jaskari est un lutteur finlandais spécialiste de la lutte libre né le 26 avril 1904 à Nurmo et mort le 16 mars 1962.

## Biographie
Aatos Jaskari participe aux Jeux olympiques d'été de 1932 à Los Angeles dans la catégorie des poids coqs et remporte la médaille de bronze.